# Scrappy-Doo
Scrappy Cornelius Doo este un cățeluș fictiv creat de Hanna-Barbera în 1979, cu faimoasa sintagmă "Las' pe mine!" (engleză Lemme on 'em!) și este nepotul starului Hanna-Barbera Scooby-Doo. Scrappy a apărut într-un număr de numeroase incarnații a seriei Scooby Doo.
Scrappy este nepoțelul energic al lui Scooby. Spre deosebire de unchiul său, Scrappy este mult mai curajos și vrea să se bată cu un monstru când îl întâlnește. Inițial, Scrappy a devenit un personaj breakout, fiind batjocorit și ridiculizat pentru faptul că a adus declinuri francizei Scooby-Doo. Acest lucru este foarte bine arătat în filmul Scooby-Doo, unde acesta a fost personajul negativ care s-a deghizat într-un tiranozaur. Nu numai atât, dar până și o veche reclamă de la Cartoon Network și-a bătut joc de Scrappy, reclamă în care acesta s-a plâns personajelor din cadrul serialelor Cartoon Cartoons cum că canalul nu îl venerează, deoarece "el a fost aici înaintea lor".
În prezent, Scrappy-Doo continuă să fie perceput ca "oaia neagră" a francizei, fanii obișnuind mai mult să îl ocolească când vine vorba de Scooby-Doo.

## Actori
Scrappy-Doo a fost jucat de:
- Lennie Weinrib (1979–ianuarie 1980)
- Don Messick (septembrie 1980–1991)
- Scott Innes (1999–prezent)
- J. P. Manoux (Scrappy Rex în filmul Scooby-Doo din 2002)
- Dan Milano (2007 în Robot Chicken)